# وشترگلرزن
وشترگلرزن (به آلمانی: Westergellersen) یک شهر در آلمان است که در لونبورگ واقع شده‌است. وشترگلرزن ۱٬۷۲۰ نفر جمعیت دارد.